# Brasserie Cantillon
Brasserie-Brouwerij Cantillon (o cervecería Cantillon) es una microfábrica belga de propiedad familiar situada en Anderlecht, Bruselas y fundada en 1900. Elaboran exclusivamente cerveza de estilo lambic.

## Descripción
La cervecería fue fundada en 1900 por Paul Cantillon, cuyo padre era cervecero así como su esposa, Marie Troch. Después de la Segunda Guerra Mundial los hijos de Paul, Robert y Marcel, tomaron el mando de la fábrica. experimentó un gran auge durante esta época. En 1958 la fábrica produjo 2500 hectolitros coincidiendo con la Exposición Universal de Bruselas. El propietario actual (2015) es Jean van Roy, perteneciente a la cuarta generación de cerveceros, que lleva trabajando en la fábrica desde 1989 y es el maestro cervecero desde 2002. Su padre, Jean-Pierre van Roy, elaboró su última cerveza en 2009. Desde su fundación, el único cambio importante ha sido el cambio al empleo de ingredientes orgánicos en 1999. Cantillon era una de las más de cien fábricas de cerveza operativas en la ciudad de Bruselas al momento de su fundación, y es la única que estuvo funcionando durante la década de 2000. A fecha de 2016, existen en Bruselas otras tres cerveceras más: Brussels Beer Project Brewery, Brasserie de la Senne y En Stoemelings. En 2014, van Roy, anunció la adquisición de más espacio de maduración, doblando la producción hacia 2016-17.

## Cervezas

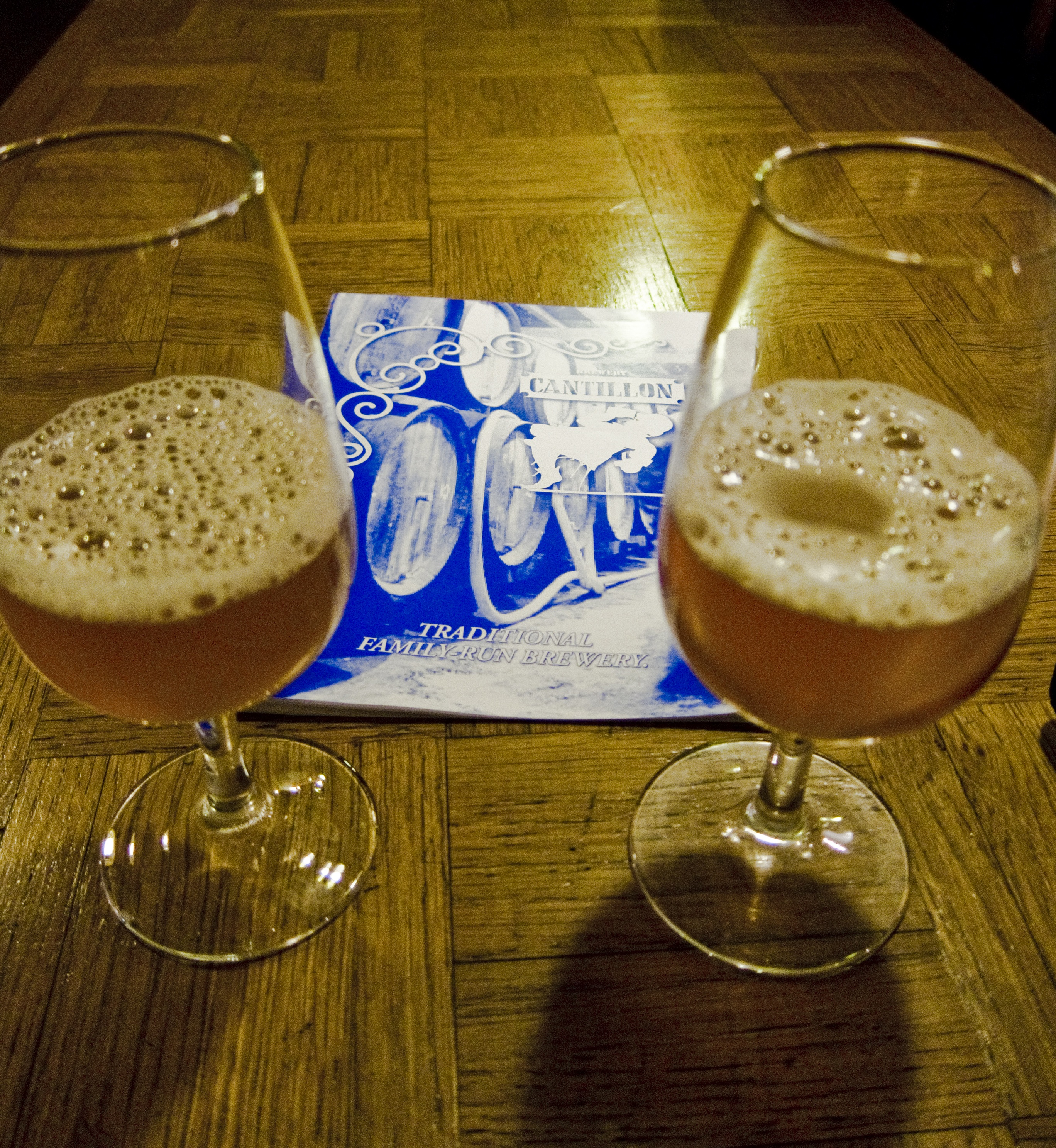
Cerveza gueuze

En el tradicional estilo lambic, las cervezas, con un mosto de 2/3 de cebada malteada y 1/3 de trigo sin maltear, son fermentadas espontáneamente en cubas abiertas situadas en un ático, envejecidas en barricas de roble o de castaño, mezcladas (a partir de diferentes lotes y edades), embotelladas, y luego acondicionadas en botella durante un año. La mitad de la producción de la fábrica de cerveza es gueuze y una vez al año se elabora un lote de kriek. Para la elaboración de cervezas con sabor a frutas, se llenan barriles de diferentes frutas y maceran durante tres meses hasta que se disuelven; y se le añade lambic joven para proporcionar azúcar y desatar la fermentación.
- Blåbær: con arándano (realizada anualmente para una tienda de Dinamarca)
- Cuvée Saint Gilloise: no es una gueuze tradicional, dado que está hecha solo con lambic de dos años, lambic, no a partir de una mezcla de lotes viejos y jóvenes. Se somete a dry-hopping en la barrica durante tres semanas con lúpulos Styrian Golding. La segunda fermentación en botella se logra con la adición de una pequeña cantidad de azúcar candi.
- Fou' Foune: con albaricoques.[5]
- Grand Cru Bruocsella: lambic sin mezclar envejecida durante tres años y refermenteda con liqueur d'expedition[5]
- Gueuze.[5]
- Iris: contiene 100% de cebada de malta pale elaborada con un 50% de lúpulo fresco envejecida durante dos años y luego sometida a dry-hopping[5] con lúpulos Hallertau.[1][5]
- Kriek: lambic con cerezas.[5]
- Lou Pepe Gueuze: realizada a partir de cervezas de la misma edad, por lo que no es estrictamente una auténtica gueuze[5]
- Lou Pepe Kriek: con mayor cantidad fruta (cerezas)[5]
- Lou Pepe Framboise: con mayor cantidad de frutas (frambuesas)[5]
- Mamouche: con flor de saúco.
- Rosé de Gambrinus: estilo framboise.[5]
- San Lamvinus: con uvas Merlot y Cabernet Franc.[5]
- Soleil de Minuit: con mora de los pantanos (elaborada en 1999 y 2013)
- Vigneronne: con uva moscatel.[5]

## Museo del Gueuze

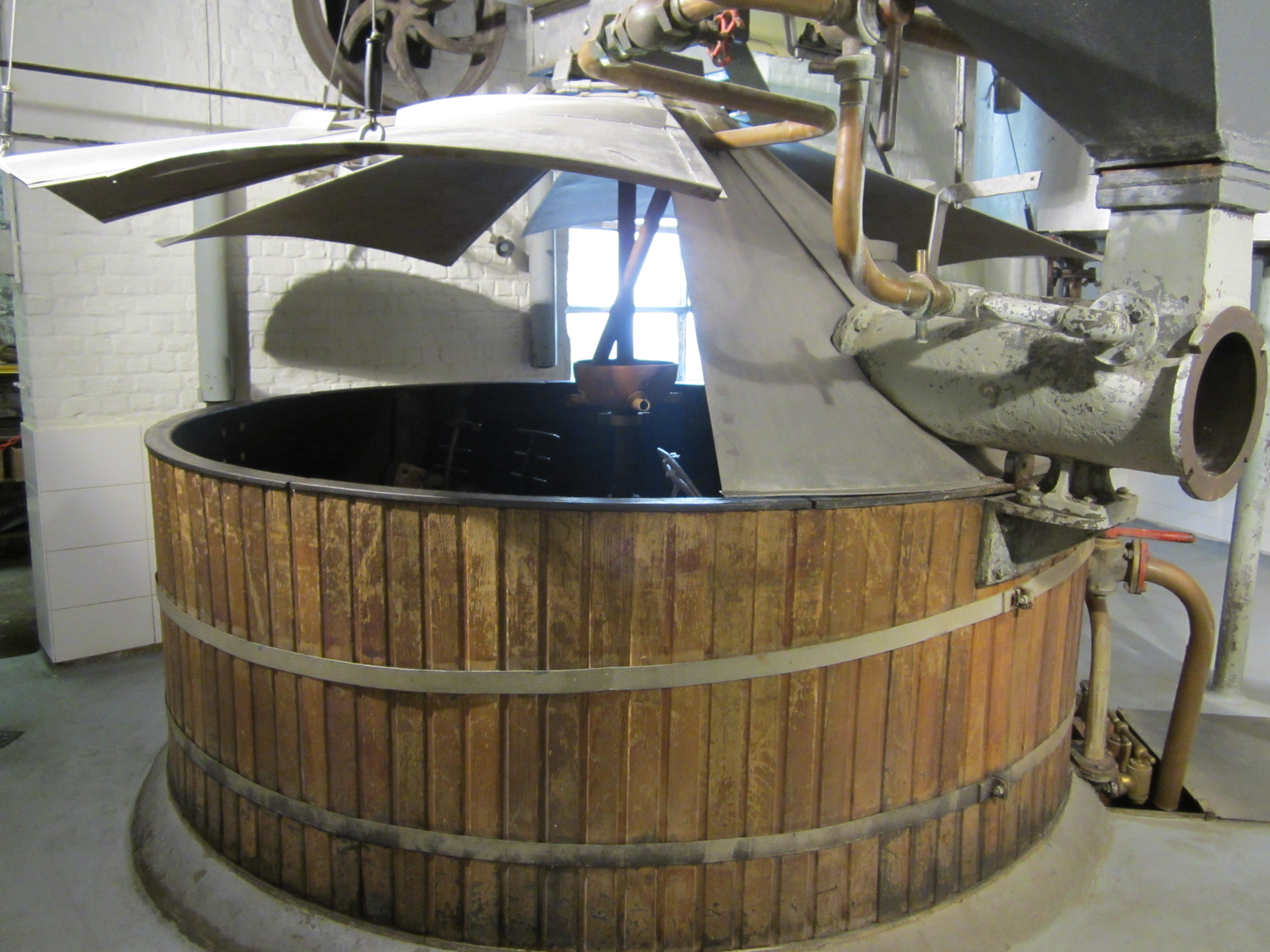
Cuba de maceración de la cervecería Cantillon, que forma parte del Museo del gueuze.

La fábrica de cerveza también alberga el Museo del Gueuze. Patricia Schultz seleccionó la fábrica de cerveza y su museo en su libro 1000 lugares que ver antes de morir.